# Ervaco
AB Ervaco (förkortning av Erwin, Wasey  & Co) var i ett halvsekel från 30-talet till 70-talets slut en ledande annonsbyrå i Sverige med som mest ett 20-tal kontor i Stockholm, Göteborg, Malmö, Köpenhamn, Oslo, Bergen och Helsingfors. Verksamheten upphörde 1990 efter en längre tids nedgång.

## Historia

### 1914–1941
Ervacos moderbolag, den amerikanska annonsbyrån Erwin, Wasey  & Co med huvudkontor i New York grundades 1914 och hade som största kund Goodyear Tire and Rubber Co. Byrån följde sin storkund ut över världen och etablerade ett europeiskt kontor i London efter första världskriget. 1925 öppnade Ervaco sin verksamhet i Stockholm med Sven Rygaard som VD. Kreugerkraschen drabbade Ervaco hårt. Sven Rygaard lämnade byrån och tog med sig några medarbetare och kunder. 
1931 tog försäljningschefen och vice VD i Åtvidabergs Industrier (sedermera Facit), Folke Stenbeck som VD över rodret. 1939 förvärvade Stenbeck aktiemajoriteten i Ervaco från de amerikanska ägarna som var oroade över hur det begynnande andra världskriget skulle påverka deras europeiska investeringar.
1940 fick den nu svenskägda byrån Ervaco av Riksgäldskontoret uppdraget att lansera det första försvarslånet, ett obligationslån med bred folklig förankring, det första i sitt slag någonsin. På kort tid nåddes försäljningsmålet en halv miljard kronor. De andra och tredje försvarslånen åren därpå inbringade ytterligare 1,5 miljarder kronor.

### 1942–1978
Försvarslånen öppnade dörren till fler uppdrag för den svenska staten och dess myndigheter som gjorde Ervaco marknadsledande i Sverige inom samhällsinformation. Det största uppdraget för den offentliga sektorn var informationskampanjen inför högertrafikomläggningen 1967. Ervaco i partnerskap med annonsbyrån Gunther & Bäck fick i hård konkurrens med andra byråkonstellationer det historiska uppdraget – det största i svensk reklamhistoria - att säkerställa att varenda svensk skulle nås av informationen. Kampanjen var framgångsrik. Olycks- och dödstalen i trafiken reducerades märkbart efter omläggningen.
Huvudkontoret och fullservicebyrån på Sveavägen 90 i Stockholm hade som mest omkring år 1970 cirka 100 medarbetare. I Ervaco-huset fanns förutom ett flertal grupper för traditionell reklamproduktion med AD, CD och projektledare även reklamtecknare, retuschörer, fotografer, reklamfilmsproducenter, media- och marknadsrådgivare, marknadsundersökare, annonsförmedlare, trycksaksfaktorer och ett provkök.
Ervacos uppdrag för Sjösäkerhetsrådet under 70-talet medförde att antalet drunknade i Sverige minskade kraftigt. År 1978 tilldelades Ervaco branschpriset Guldägget för arbetet med Sjösäkerhetsrådet
I september 1979 köpte Ervaco LRF:s reklambyrå Landia.

## Kunder
Lilla Edet var Ervacos mest trogna kund. I mer än femtio år skötte Ervaco Edets kampanjer för toalett- och hushållspapper.

## IMU
Folke Stenbeck tog på trettiotalet initiativet till att starta Institutet för Marknadsundersökningar AB (IMU) som ett helägt dotterbolag till Ervaco. Inom IMU uppstod även Tidningsstatistik AB som Ervaco 1943 sålde till Annonsbyråföreningen och Tidningsutgivarna för en krona.